# Église Saint-Pierre de Bommiers
Pour les articles homonymes, voir Église Saint-Pierre et Saint Pierre.
L'église Saint-Pierre de Bommiers est une église catholique française. Elle est située sur le territoire de la commune de Bommiers, dans le département de l'Indre, en région Centre-Val de Loire.

## Situation
L'église se trouve dans la commune de Bommiers, à l'est du département de l'Indre, en région Centre-Val de Loire. Elle est située dans la région naturelle du Boischaut Sud. L'église dépend de l'archidiocèse de Bourges, du doyenné de Champagne Berrichonne et de la paroisse d'Issoudun-Sud.

## Histoire
L'église fut construite entre le XIIe siècle et le XVIIIe siècle.
L'église Saint-Pierre, est déjà citée dans une bulle donnée par le pape Pascal II, en 1151, en faveur de l'abbaye de Déols. Pour être plus précis, à cette époque, l'église Saint-Pierre, relevait du monastère de Vouillon qui dépendait de l'abbaye de Déols. La construction de l'église ne semble pas remonter de beaucoup avant cette date. Il ne subsiste apparemment aucun document concernant la construction de cette église. Le plus ancien document remonte en 1773 et concerne des travaux de réparation dans le chœur. D'autres réparations ont été faites en 1838.
L'architecte Dauvergne a refait à neuf le portail occidental et les fenêtres de la nef en 1854.
L'édifice est classé au titre des monuments historiques, le 16 février 1921.

## Description
L'église est à nef unique. Le carré du transept est plus étroit que la nef. Cette solution permet de communiquer par d'étroits passages placés de part et d'autre des piliers supportant la croisée et appelés « passages berrichons ». Les piliers de la croisée supportent des chapiteaux historiés (le Christ remet les clés à saint Pierre, Sacrifice d'Abraham). Certains détails apparentent ces sculptures à celles de Bourgogne. Une coupole à huit pans montée sur trompes recouvre la croisée. Dans chaque croisillon il y a une chapelle fermée par une absidiole voûtée en cul de four. Des réfections y ont été faites en 1838.
Le chœur se trouve dans le prolongement des piliers de la croisée, il est donc moins large que la nef. Il est surélevé de plusieurs marches. Au cours des réfections de 1839, on y a retrouvé un caveau qui renfermait des ossements humains.
L'église possède des stalles sculptées des armes des familles de La Trémoille, de Bourbon-Roussillon et de Chabannes. Ces stalles viennent du couvent des Minimes qui existait autrefois à Bommiers, près du château dont il reste des ruines. En 1511, Jacques de La Trémoille, seigneur de Bommier, avait épousé Avoye de Chabannes, fille de Jean de Chabannes, comte de Dammartin, et de Suzanne de Bourbon-Roussillon. Jacques de La Trémoille étant mort en 1515, on peut en déduire la période de fabrication de ces stalles. Ces stalles ont dû être transportées dans l'église avant 1790.
Les dimensions de l’église sont :
- longueur totale dans œuvre : 34,40 m ;
- largeur de la nef dans œuvre : 8 m ;
- longueur de la nef dans œuvre : 22 m ;
- hauteur de la coupole : 9,50 m ;
- longueur du transept dans œuvre : 16,50 m ;
- hauteur à la clef des arcs du transept : 7,35 m.